# Unité urbaine de Persan-Beaumont-sur-Oise
L'unité urbaine de Persan-Beaumont-sur-Oise est une unité urbaine française interrégionale centrée sur les communes de Persan et Beaumont-sur-Oise, dans le département du Val-d'Oise et la région Île-de-France et la commune de Chambly, dans le département de l'Oise et la région Hauts-de-France.

## Données générales
Dans le zonage réalisé par l'Insee en 2010, l'unité urbaine était composée de six communes, cinq dans le département du Val-d'Oise et la région Île-de-France et une dans le département de l'Oise et la région Hauts-de-France.
Dans le nouveau zonage réalisé en 2020, elle est composée des six mêmes communes.
En 2022, avec 29 552 habitants dans le département du Val-d'Oise, elle représente la 2e unité urbaine de ce département, après l'unité urbaine de Paris et occupe le 7e rang dans la région Île-de-France.

## Composition de l'unité urbaine en 2020
Elle est composée des six communes suivantes :
| Nom               | Code Insee | Département | Statut       | Superficie (km2) | Population (dernière pop. légale) | Densité (hab./km2) | Modifier                                    |
| ----------------- | ---------- | ----------- | ------------ | ---------------- | --------------------------------- | ------------------ | ------------------------------------------- |
| Beaumont-sur-Oise | 95052      | Val-d'Oise  | ville-centre | 5,60             | 9 931 (2022)                      | 1 773              | modifier les données · modifier les données |
| Chambly           | 60139      | Oise        | ville-centre | 12,87            | 9 909 (2022)                      | 770                | modifier les données · modifier les données |
| Persan            | 95487      | Val-d'Oise  | ville-centre | 5,14             | 14 348 (2022)                     | 2 791              | modifier les données · modifier les données |
| Bernes-sur-Oise   | 95058      | Val-d'Oise  | banlieue     | 5,45             | 2 703 (2022)                      | 496                | modifier les données · modifier les données |
| Mours             | 95436      | Val-d'Oise  | banlieue     | 2,45             | 1 680 (2022)                      | 686                | modifier les données · modifier les données |
| Ronquerolles      | 95529      | Val-d'Oise  | banlieue     | 4,74             | 890 (2022)                        | 188                | modifier les données · modifier les données |

## Évolution démographique
| 1968   | 1975   | 1982   | 1990   | 1999   | 2010   | 2015   | 2022   |
| ------ | ------ | ------ | ------ | ------ | ------ | ------ | ------ |
| 21 388 | 25 847 | 27 648 | 30 622 | 31 565 | 33 478 | 37 357 | 39 461 |

#### Données générales
- Unité urbaine
- Aire d'attraction d'une ville
- Liste des unités urbaines de France

#### Données démographiques en rapport avec l'unité urbaine de Persan-Beaumont-sur-Oise
- Aire d'attraction de Paris
- Arrondissement de Pontoise
- Arrondissement de Senlis

#### Données démographiques en rapport avec l'Oise et la Val-d'Oise
- Démographie du Val-d'Oise
- Démographie de l'Oise